# Pałecznica trawolubna
Pałecznica trawolubna (Typhula ishikariensis S. Imai) – gatunek grzybów z rodziny pałecznicowatych (Typhulaceae).

## Systematyka i nazewnictwo
Pozycja w klasyfikacji według Index Fungorum: Typhula, Typhulaceae, Agaricales, Agaricomycetidae, Agaricomycetes, Agaricomycotina, Basidiomycota, Fungi.
Po raz pierwszy takson ten opisał w 1929 roku Sanshi Imai. Synonimy:
- Typhula idahoensis Remsberg 1940
- Typhula ishikariensis var. canadensis J.D. Sm. & Årsvoll 1978
- Typhula ishikariensis var. idahoensis (Remsberg) Årsvoll & J.D. Sm. 1978[2].

Nazwę polską zaproponował Władysław Wojewoda w 2003 r.

## Morfologia i rozwój
Sklerocja w stanie świeżym o barwie od ciemnobursztynowej do ciemnokasztanowej, po wysuszeniu ciemnobrązowe do prawie czarnych. Podkładki w kształcie pałeczek o barwie od bladożółtej do szarobiałej, na trzonach o barwie szarobrązowej. Rozmiary sklerocjów w różnych regionach świata różnią się znacznie: w Japonii przy długotrwałej pokrywie śnieżnej są duże, przy krótkotrwałej mniejsze, podczas gdy w polskich populacjach większe znaczenie niż czynniki genetyczne miała temperatura i dominowały drobne sklerocja. Na całym świecie mniejsze sklerocja są przystosowaniem do krótszego lub bardzo zmiennego czasu trwania pokrywy śnieżnej i silnie do kombinacji tych dwóch czynników.

## Występowanie i siedlisko
Pałecznica trawolubna występuje na półkuli północnej, na obszarach o chłodnym klimacie umiarkowanym, w strefach mroźnych oraz w Arktyce, w tym w północnej Japonii, Rosji, północnej Skandynawii i Ameryce Północnej. Dotyczy to w szczególności arktycznych obszarów Alaski, Jukonu, Grenlandii, okręgu Finnmark w Norwegii, fińskiej Laponii, szwedzkiej Laponii, Svalbardu i Grenlandii. Występuje wszędzie tam, gdzie pokrywa śnieżna zalega ponad 150 dni w roku. W. Wojewoda w 2003 r. przytoczył tylko jedno stanowisko tego gatunku w Polsce w polu uprawnym na źdźble żyta i kłosówki, podane w 1985.
Rozwija się na gatunkach z rodziny wiechlinowatych (na trawach), w tym na zbożach. Jest grzybem pasożytniczym, pasożytem obligatoryjnym. Wraz z pałecznicą trawową (Typhula incarnata) wywołuje chorobę pałecznica zbóż i traw.